# 5th Battle Squadron
Pour les articles homonymes, voir 5e escadre.
Le 5th Battle Squadron (5e escadre de bataille) est une ancienne escadre de la Royal Navy composée de cuirassés. Active de 1912 à 1919, elle fait partie de la Grand Fleet puis de la Home Fleet durant la Première Guerre mondiale, et participe notamment à la bataille du Jutland.

## Histoire
En 1915, les cinq cuirassés de la classe Queen Elizabeth composent l'escadre, et quatre d'entre eux participent à la bataille du Jutland l'année suivante.